# Ayutla (Jalisco)
Ayutla es una localidad del estado mexicano de Jalisco. Es parte del municipio de Ayutla.

## Toponimia
El nombre «Ayutla» proviene de los términos en náhuatl: ayotl, tortuga; tlan, lugar de abundancia. Su significado es «Lugar donde abundan las tortugas».

## Demografía
| Gráfica de evolución demográfica |
|                                  |

| Censo | Población |
| ----- | --------- |
| 1900  | 1 752     |
| 1910  | 2 550     |
| 1921  | 2 423     |
| 1930  | 3 022     |
| 1940  | 3 470     |
| 1950  | 3 816     |
| 1960  | 4 603     |
| 1970  | 5 407     |
| 1980  | 6 484     |
| 1990  | 6 625     |
| 2000  | 7 445     |
| 2010  | 7 244     |
| 2020  | 7 469     |